# 埃迪斯托冰川
72°27′S 169°53′E / 72.450°S 169.883°E
埃迪斯托冰川（英語：Edisto Glacier）是南極洲的冰川，位於維多利亞地的博克格雷溫克海岸，流經費爾塞特島和雷德卡斯特勒嶺，該冰川由新西蘭探險隊命名。